# Національний палац мистецтв «Україна»
Національний палац мистецтв «Україна» — найбільша концертно-мистецька установа Києва та України, основне місце проведення концертів та політичних заходів у столиці. 
Юридично підпорядкований Державному управлінню справами.

## Розташування
Національний палац мистецтв «Україна» розміщений у Печерському районі Києва на вулиці Великій Васильківській, 103, неподалік від станції метро, названої на честь палацу —    «Палац Україна».

## Історія
Палац споруджений у 1965 —1970 роках на Великій Васильківській вулиці на місці колишнього Володимирського ринку, який перенесли на сусідню вулицю.
Архітектори проєкту: Є. О. Маринченко, П. Н. Жилицький (лауреати Державної Шевченківської премії 1971 року), І. Г. Вайнер, інженери: П. Булаєвський, В. Сидоренко.
Автор інтер'єрів: архітектор І. Й. Каракіс. Головна проєктна організація — державний проєктний інститут «Київпромбуд».
Запроєктований насампере́д як місце проведення з'їздів Комуністичної партії України (на зразок Палацу з'їздів у Кремлі в Москві), також як концертна зала. Урочисто відкритий 17 квітня 1970 року до 100-річчя від дня народження В. Леніна.
У 1996 році був зроблений капітальний ремонт, побудований новий пресцентр. У 1998 палац отримав статус «Національного».
1996 року занесений до списку пам'яток архітектури України (ДРНПУ).

## Цікаві факти
- Будівництво від початку велося «підпільно», оскільки вище партійне керівництво усвідомлювало, що не отримає офіційного дозволу з Москви на будівництво палацу такого масштабу в Україні.
- До початкового проєкту палацу внесли зміни — зменшили кількість місць, щоб вона не перевершила число місць у Кремлівському палаці з'їздів у Москві.[4]

|  | На цьому тлі наш Кремлівський палац зʼїздів виглядає як стара стайня. Хто відповість за це неподобство? |

## Архітектура
Палац збудований у формі трапеції та вміщує понад 300 приміщень, різних за величиною та функціональним призначенням.
Його розміри:
- 50×80×90 м
- висота: 28 м
- об'єм: 152 тис. м³

### Основна концертна зала
Зала для глядачів створена у вигляді амфітеатру з одним ярусом балкона.
Розрахована на 3 714 місць.
Внутрішні розміри:
- довжина: 54 м
- ширина: 48 м
- висота: 18 м

### Мала зала
Багатофункціональна зала, яка дозволяє проводити різні за форматом і задумом заходи.
- Площа — 280 м²
- Сцена — 8×4 м
- Місткість — 240 місць

#### Формати зали
- Концерт-хол: концерти, спектаклі, моно вистави, церемонії нагородження, презентації творчих вечорів, випускних вечорів.
- Пресцентр: пресконференції, наради, ділові зустрічі
- Павільйон: фотосесії, виставки, презентації
- Ринг: спектаклі, спортивні змагання, майстер-класи
- Бенкетна зала: бенкети і фуршети з концертною програмою, презентації

## Використання палацу
Першою великою подією став 42-й конкурс Міс Європа 1997, який відбувся 6 вересня 1997 року.
На сцені концертного комплексу палацу виступали такі всесвітньо відомі виконаці: Дмитро Гнатюк, Анатолій Солов'яненко, Лучано Паваротті, Хосе Каррерас, Монсеррат Кабальє, Крістіна Агілера, Енріке Іглесіас, Софія Ротару, Лана Дель Рей, Гері Мур, Ванесса Мей, Джо Кокер, Емма Шаплін, Nightwish, Scorpions, Тото Кутуньйо, Томас Андерс, Хуліо Іглесіас, Х'ю Лорі, Кріс Рі, Алессандро Сафіна, Енніо Морріконе, Янні, Пако де Лусія, Мірей Матьє, Стінг, Патрісія Каас, Араш, Гелена Йосефссон, Джон Лорд, Кейко Мацуї, Океан Ельзи, Майкл Болтон, Сіл, Серж Танкян, Il Divo, Рінго Старр, Карлос Сантана, Стів Вей, Джо Сатріані, Стів Морс та інші.

## Керівники палацу
Тривалий час, з 2001 до 2005 року палац очолював Седун Микола Васильович, Заслужений працівник культури України.
1998–2001 роки: генеральний директор-художній керівник Андріанов Віктор Михайлович.
Директором палацу від 2005 до 2010 був Микола Мозговий.
З 8 лютого 2013 — генеральний директор Кулиняк Михайло Андрійович. Художнім керівником призначено Віолетту Мозгову — вдову багаторічного гендиректора НП «Україна» Миколи Мозгового..
З 2014 — генеральний директор і художній керівник Інна Костиря.

## Дивись також
Мистецькі установи Державного управління справами:
- Національний центр «Український дім»
- Національний експоцентр України
- Національний культурно-мистецький та музейний комплекс «Мистецький арсенал»